# 鄗代之戰
鄗代之戰發生於前251年，戰國時代燕國攻打趙國的一場戰爭。

## 背景
趙國自長平之戰敗於秦國後，國力大大削弱。此後，在邯鄲之戰中受到秦國軍隊進犯、圍困其國都邯鄲，需要魏、楚兩國援軍才能打退秦軍。其他諸侯國亦想乘機入侵趙國獲利。當時，燕王喜剛剛即位，於趙孝成王十五年（前251年），派遣燕國丞相栗腹以給趙王祝壽為名，出使趙國，刺探趙國虛實。回國後栗腹向燕王回報說趙國青壯年在長平之戰均被秦將白起坑殺，國內盡是孤兒寡婦，無力再戰，乘此良機攻趙必勝。燕國名將樂毅之子昌國君樂間卻認為趙國連年同秦國作戰，百姓熟悉軍事，若興兵攻趙，燕軍一定會敗，堅決反對出兵。將渠亦堅決反對攻趙。

## 戰爭過程
燕王喜不聽樂間勸告，決意發兵攻趙國。他派栗腹為將，領兵六十萬，戰車二千乘，兵分兩路大舉進攻趙國，意圖接收孤兒寡婦。栗腹命令部將卿秦率一軍攻打代城，而親自率領主力攻打鄗城。燕軍到達宋子(今河北晉縣南) 後，趙孝成王令上卿廉頗、樂乘統兵二十五萬前往抗擊。廉頗分析燕軍的來勢後認為，燕軍雖然人多勢眾，但驕傲輕敵，加之長途跋涉，人馬困乏，遂決定採用各個擊破的方略。令樂乘率軍五萬士兵堅守代城，吸引攻代城的燕軍不能南下援助，自率軍八萬迎擊燕軍主力於鄗。趙軍同仇敵愾，決心保衛國土，個個奮勇衝殺，大敗燕軍，斬殺其主將栗腹。而攻打代城的燕軍聞聽攻鄗軍大敗，主帥被殺，軍心動搖，失去戰鬥力。樂乘率趙軍趁機發起攻擊，迅速取勝，俘獲卿秦。兩路燕軍敗退。廉頗率軍追擊敗軍五百里，直入燕國境內，進軍圍攻燕國都城薊(今北京城西南)。
趙人要求必令將渠處和。燕王只好以將渠為相，並割讓五座城邑以求和，趙軍才開始解圍退還。戰後，趙王封廉頗為信平君，假相國。

## 軼事
鄗當時仍趙王封信陵君之湯沐邑，以賞竊符救趙之功。